# Conterscherp (Zandvliet)
De Conterscherp is een straat en kasseistrook in het Antwerpse Zandvliet, een dorp in het noordwesten van de Belgische provincie Antwerpen. De kasseistrook geeft de noordelijke contouren van de voormalige vesting Zandvliet weer. Conterscherp is een vervorming van het Franse, en op zijn beurt van het Italiaans afgeleide, woord contrescarpe en duidt de tegengestelde buitenoever van de scherpe binnenoever of escarpe van het Zandvlietse vestingwater weer. De strook is 1400 meter lang en wordt opgenomen in diverse wielerkoersen, waaronder de Antwerp Port Epic (mannen) en de Antwerp Port Epic (vrouwen).